# Schlacht an der Katzbach
Frühjahrsfeldzug 1813
Lüneburg – Möckern – Halle – Großgörschen – Gersdorf – Bautzen – Reichenbach – Nettelnburg – Haynau – Halberstadt – Luckau
Herbstfeldzug 1813

Großbeeren – Katzbach – Dresden – Hagelberg – Kulm – Dennewitz – Göhrde – Altenburg – Wittenberg – Wartenburg – Liebertwolkwitz – Leipzig – Torgau – Hanau – Hochheim – Danzig
Winterfeldzug 1814

Épinal – Colombey – Brienne – La Rothière – Champaubert – Montmirail – Château-Thierry – Vauchamps – Mormant – Montereau – Bar-sur-Aube – Soissons – Craonne – Laon – Reims – Arcis-sur-Aube – Fère-Champenoise – Saint-Dizier – Claye –  Paris
Sommerfeldzug von 1815

Quatre-Bras – Ligny – Waterloo – Wavre – Paris
Die Schlacht an der Katzbach fand am 26. August 1813 während der Befreiungskriege in Schlesien südlich von Liegnitz nahe der Einmündung der Wütenden Neiße in die Katzbach statt.

## Vorgeschichte
Die Schlesische Armee war eine der drei Armeen der Alliierten im Sechsten Koalitionskrieg (1813 bis 1815) der Befreiungskriege gegen Napoleon Bonaparte und mit einer Truppenstärke von rund 100.000 Mann deren kleinste. Sie stand unter dem Oberbefehl Gebhard Leberecht von Blüchers und bestand neben dem I. preußischen Armeekorps unter Ludwig Yorck von Wartenburg wesentlich aus den russischen Korps unter Alexandre Andrault de Langeron und unter Fabian Gottlieb von der Osten-Sacken. Nach dem Trachenberger Kriegsplan war die Schlesische Armee die kleinste der drei Armeen und sollte im Bedarfsfall entweder der Nordarmee oder der Böhmischen Armee beistehen, aber eigene Angriffe vermeiden. Da sie überwiegend aus Armeekorps der Russen bestand, die Blücher den Ehrennamen „Marschall Vorwärts“ verliehen hatten, konnte Blücher vom russischen Oberbefehlshaber Barclay de Tolly das stillschweigende Einverständnis erhalten, bei günstiger Gelegenheit dennoch anzugreifen. Entsprechend dem Trachenberger Kriegsplan wie auch aus eigener Überzeugung war Blücher vor der französischen Übermacht zurückgewichen, die Napoleon selbst Mitte August bei Wiedereröffnung der Feindseligkeiten gegen ihn heranführte, als er am 20. August am Bober auf sie traf und hatte sich zunächst bis hinter die Katzbach zurückgezogen.
Die französische Hauptmacht kehrte jedoch am 23. August unter Napoléon nach Sachsen zurück, um sich dort der Hauptmacht der Verbündeten zu stellen (siehe Schlacht um Dresden). Die übrigen etwa 100.000 Mann bildeten die Armee des französischen Marschalls MacDonald und rückten am 25. August weiter vor. Am folgenden Tage sollte die Katzbach überschritten und Jauer erreicht werden, das an der Wütenden Neiße liegt, einem rechten Nebenfluss der Katzbach. Nachdem Blücher Kenntnis bekam, dass die nun mit reduzierter Stärke vorrückenden französischen Truppen nicht mehr unter direktem Befehl Napoléons standen, beschloss er, sich diesen entgegenzustellen.
Wenige Tage zuvor war die unter Charles Nicolas Oudinot vormarschierende „Armée de Berlin“ in der Schlacht von Großbeeren durch die Nordarmee zurückgeworfen worden.

## Schlachtverlauf

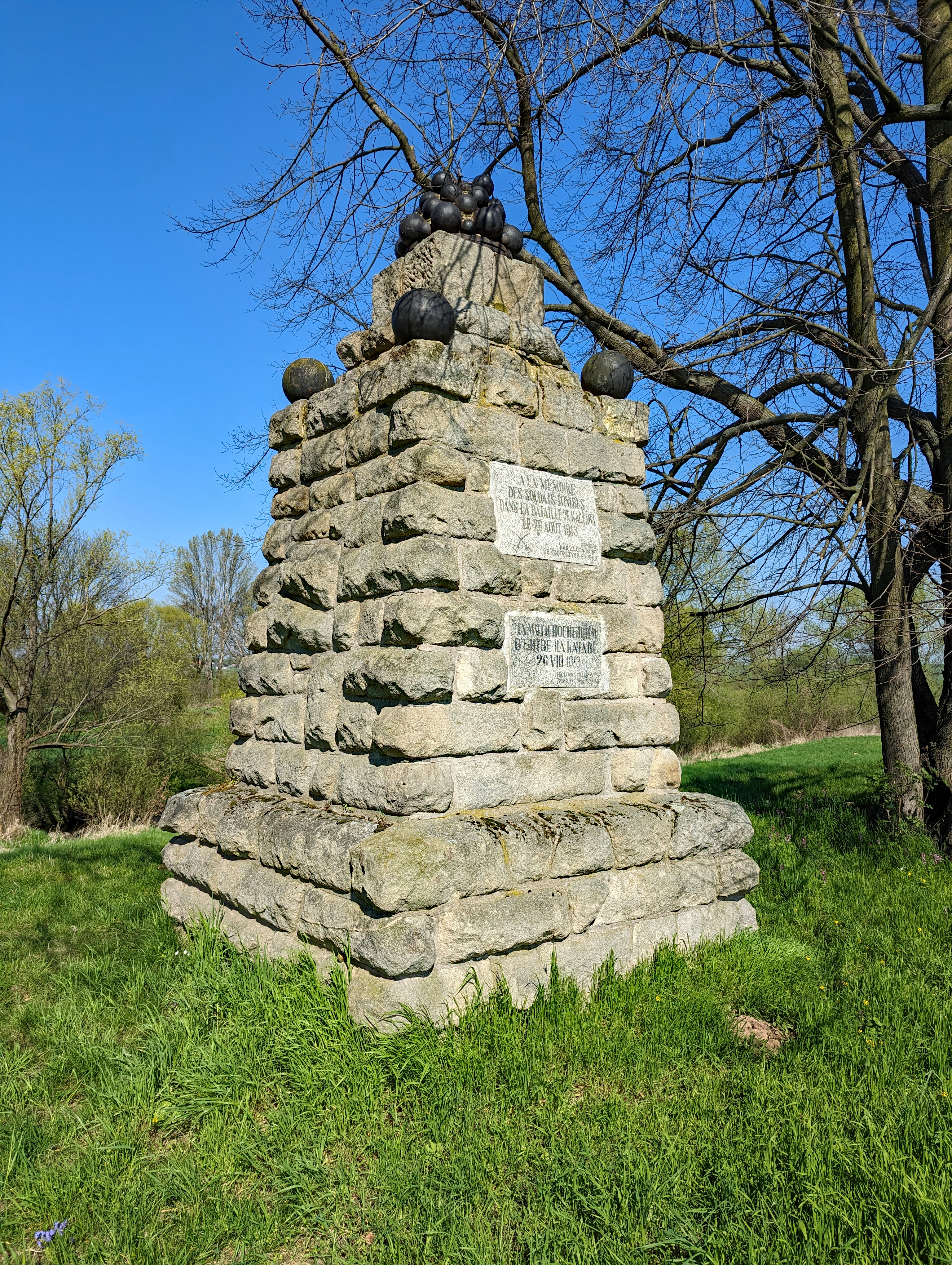
Obelisk auf dem Damm der Nysa Szalona (Wütenden Neiße)

Am 26. August begann der rechte Flügel der Schlesischen Armee unter von Sacken südlich von Liegnitz den Feind anzugreifen. Yorcks Truppen sollten im Zentrum, Langerons auf dem linken Flügel agieren und auf beiden Seiten der Wütenden Neiße bis zu deren Einmündung in die Katzbach vorgehen und diese überschreiten. Die Vorhut der Truppen wurde am rechten Ufer der Katzbach und linken Ufer der Neiße von den französischen Truppen zurückgedrängt auf ein Plateau am rechten Ufer der Neiße. Hier bezogen Yorck und von Sacken auf Befehl Blüchers Stellung.
So mussten die nachrückenden Franzosen bei strömendem Regen über den Uferhang des eingeschnittenen Tals der Wütenden Neiße angreifen. Um 15 Uhr begann Yorcks linker Flügel, die Brigade Hünerbein – und zwar das Bataillon Othegraven –, den Gegenangriff und konnte die französischen Truppen zurückwerfen. Ein Gegenangriff der französischen Kavallerie konnte abgewehrt werden und der nun folgende Angriff der russischen und preußischen Kavallerie unter Blücher zwang die Franzosen zum Rückzug. Dabei behinderten sich die zurückweichenden und die noch vorstoßenden französischen Truppen. In der entstandenen Verwirrung flüchteten die französischen Truppen in das Tal der Wütenden Neiße. Durch die Regenfälle war der Nebenfluss stark angeschwollen. Viele Soldaten, die ihn durchqueren wollten, wurden fortgerissen und ertranken, darunter der General Sibuet (1773–1813). Eine bei Niederkrayn befindliche Notbrücke reichte für die zurückdrängenden Truppen nicht aus, so dass auch hier viele den Tod fanden. Die Artillerie der Verbündeten rückte bis an den Rand des Hochufers vor und beschoss von dort die französischen Truppen mit Kartätschen und Granaten. Nur der Einbruch der Nacht und das schlechte Wetter hinderten die Verbündeten an einer energischen Verfolgung.

## Ergebnisse
Die einbrechende Nacht verhinderte eine weitere Verfolgung der französischen Truppen am 26. August. So begann erst einen Tag später die Verfolgung der französischen Armee. Am 29. August wurde bei Löwenberg in Schlesien die Division Pacthod zersprengt. Am 1. September konnte die Vorhut der Verbündeten bis zur Lausitzer Neiße vordringen. Die Franzosen verloren insgesamt bis zum 1. September 103 Kanonen und beklagten 12.000 Tote und Verwundete sowie 18.000 Gefangene, darunter drei Generäle: Puthod und Français van der Suden in Gefangenschaft, General Sibuet ertrunken. Der Rest ihres Heeres war vollständig demoralisiert. Die Verbündeten hatten einen Verlust von ungefähr 4000 Mann an Toten und Verwundeten und konnten das weitere Vorrücken der Franzosen in Schlesien verhindern. Die Soldaten nannten die Schlacht erst die Schlacht an der Wütenden Neiße, Blücher aber benannte sie aus Rücksicht auf von Sacken nach der Katzbach.
Blücher selbst erhielt 1814 den Titel eines Fürsten Blücher von Wahlstatt nach dem nahen, durch die Mongolenschlacht 1241 bekannten Dorf Wahlstatt.
Der Leutnant Kalinin und der Fähnrich Bogdanow eroberten die Adler des 146. und 148. Infanterieregiments, die Adler des 134. und des 147. wurden in die Bober geworfen.

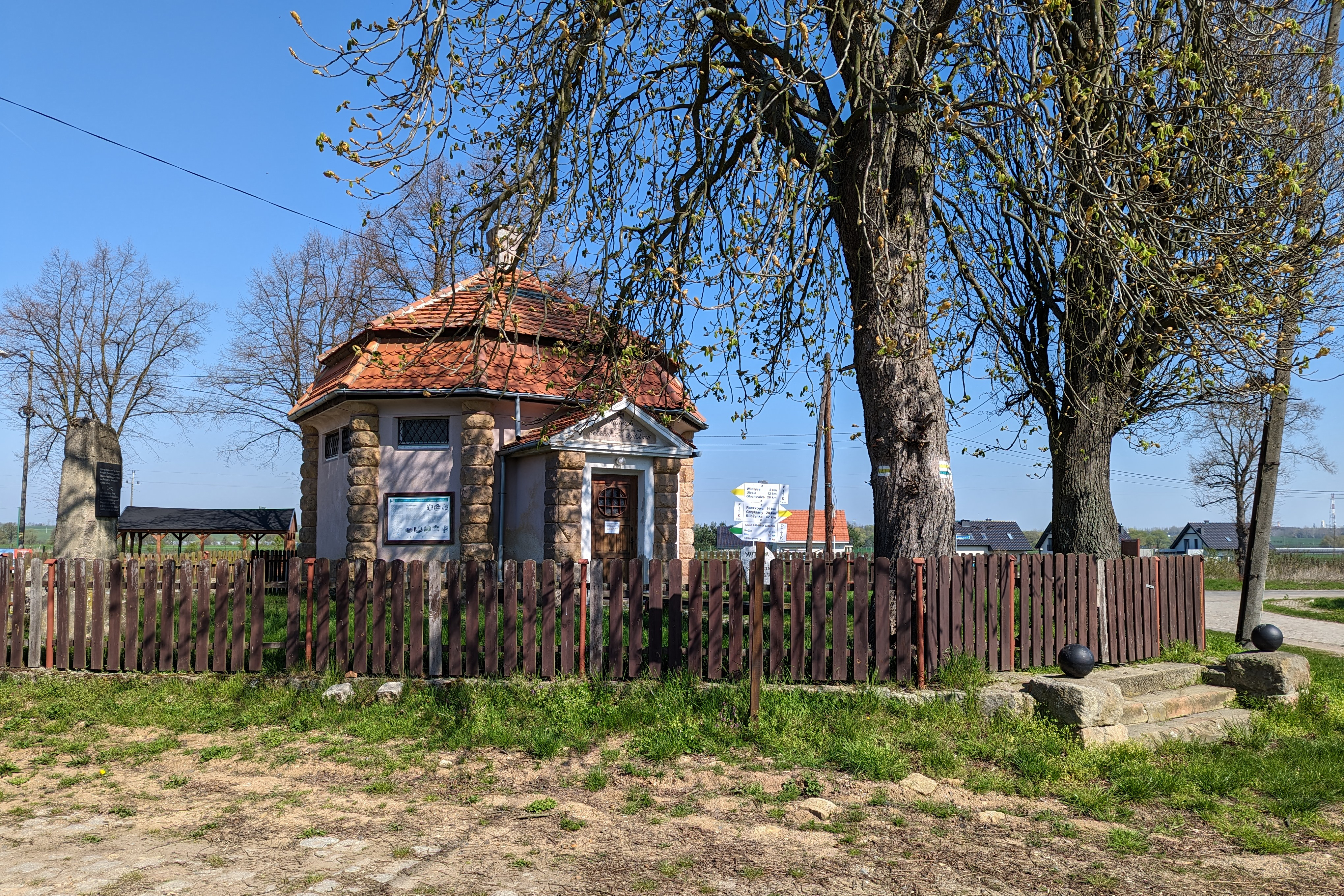
1908 gegründetes Museum für die Schlacht

## Sonstiges
- Die Redewendung „Der geht ran wie Blücher an der Katzbach!“, mit der ein sehr energisches, entschlossenes, offensives Verhalten umschrieben wird, bezieht sich auf diesen Sieg Blüchers.
- Ernst Moritz Arndt erwähnte die Schlacht an der Katzbach in seinem zeitweilig sehr populären Lied vom Feldmarschall (Blücher). Dort heißt es in der 6. Strophe: „Bei Katzbach an dem Wasser, da hat er´s auch bewährt, / Da hat er den Franzosen das Schwimmen gelehrt:“[6]
- In unmittelbarer Nähe des Schlachtfelds wurde 1817 auf der Christianhöhe bei Bellwitzhof der Schinkel-Tabernakel von Bellwitzhof zur Erinnerung an die Schlacht und ihre Opfer errichtet.
- Auf Initiative des Brieger Kreisbauinspektors Hermann Weißstein (1854–1924) wurde 1908 ein Katzbachschlacht-Museum in Dohnau an der Katzbach (polnisch Dunino) gegründet, für das ein kleiner pavillonartiger Bau errichtet wurde.[7]
- Bei der Wehrmacht wurde eine Infanterie-Division nach dem Ort der Schlacht benannt.
- Die bessarabiendeutsche Siedlung Nummer 9 wurde im Jahre 1821 gegründet und nach der Schlacht an der Katzbach benannt. Das Dorf liegt heute in der Ukraine, heißt Luschanka und befindet sich in der Gemeinde Tarutyne im gleichnamigen Rajon.
- In Berlin-Kreuzberg wurde 1864 die Katzbachstraße nach der Schlacht benannt,[8] später das dort befindliche heutige Willy-Kressmann-Stadion nach der Straße.